# Munnabhai M.B.B.S.
Munnabhai M.B.B.S. è un film del 2003 diretto da Rajkumar Hirani.